# Catedral basílica de San Pedro (Kumasi)
La Catedral Basílica de San Pedro (en inglés: St Peter's Cathedral Basilica) es un edificio religioso que pertenece a la iglesia católica y funciona como la catedral y la basílica regional dedicada a San Pedro y ubicada en la localidad de Kumasi, parte de la Región de Ashanti en la parte meridional del país africano de Ghana. La iglesia es la sede de la Archidiócesis Metropolitana de Kumasi (Metropolitan Archdiocese of Kumasi). La iglesia fue dedicada el 2 de junio de 2004 y elevada a ese estatus por el entonces papa Juan Pablo II.
Se trata del primer templo en el país en obtener la condición de Basílica menor y el número 13 en toda África.